# Broderie matyó
La broderie matyó ou broderie des Matyós est un art artisanal traditionnel en Hongrie, notamment dans le pays matyó, région culturelle d'origine des Matyós, groupe ethnique hongrois, autour de Mezőkövesd. 

## Présentation

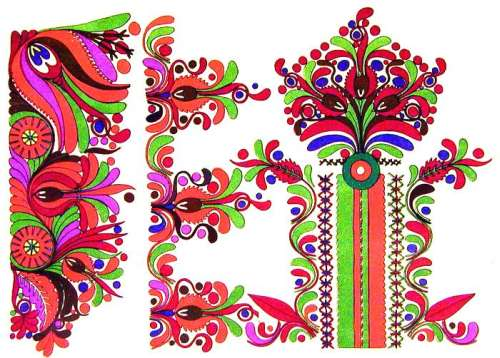
Modèles de broderie matyó sur gros manteau (szűr)

Au tournant des XIXe et XXe siècles, l'habit féminin de Mezőkövesd à motifs particulièrement ornés faisait déjà partie des vêtements paysans les plus connus. C'est à eux que s'appliquait le mieux le proverbe connu dans toute la grande plaine hongroise « que ça gargouille (dans le ventre) pourvu que ça scintille » (hadd korogjon csak ragyogjon) : aussi pauvre que soit le Matyó, la tunique brodée et quelques tenues ornées (cifra « multicolores ») devaient être présentes, même s'il jeûnait pour cela. Les kuzsu, tuniques en cuir blanc de mouton magnifiquement brodées, fabriquées pour les jeunes femmes par les fourreurs de Mezőkövesd, pouvaient être portés par les femmes sans distinction d'âge.
Le trait le plus caractéristique de la broderie matyó est la « rose matyó ». De nombreuses variantes en ont été dessinées par la plus célèbre des « écrivaines » (íróasszony, nom local des créatrices de broderie), Bori « Kis Jankó » (1876-1954), en mémoire de qui un concours de broderie est organisé au niveau national tous les trois ans.